# Виолета Марковска
Виолета Марковска е българска актриса и йога учител.

## Биография
Родена е в град София на 24 април 1987 г. Първоначално завършва театралната школа към Народния театър „Иван Вазов“, а след това и НАТФИЗ „Кръстьо Сарафов“ с актьорско майсторство за драматичен театър в класа на доцент Веселин Ранков. Снима се в български и чужди продукции. Отделно от това работи като рекламно лице в клипове, прави реклами и е модел.
През 2016 г. завършва следдипломна квалификация към федерацията по йога.

## Филмография
- Жената на моя живот (2015) – Виан
- Алиса знае какво да прави! – Наталия Бяла
- Столичани в повече (2011 – 2012) – Мария Чеканова
- Универсален войник: Регенерация (2009) – Ивана
- Copperhead (2008) (TV) – Дарла
- Шивачки (2007) – Катя
- Фаворитът 2 (2006) – племенницата на Крот
- Открадната светлина (2004) – Светлана
- Хотел България (2004) – Жана
- Nature Unleashed: Avalanche (2004) (V) – Ана
- Shark Zone (2003) (V) – Теша
- Disaster (2003) – Джена
- Octopus 2: River of Fear (2001) – Ана Лий
- For the Cause (2000) – Деанна

## Други
Корици на списания
- Лична драма (2009)
- Анна (септември 2008)

Реклами
- VIVACOM BULGARIA 2013 – Рекламно лице